# مارگارت لیندزی
مارگارت لیندزی (انگلیسی: Margaret Lindsay؛ ۱۹ سپتامبر ۱۹۱۰ – ۹ مهٔ ۱۹۸۱) یک هنرپیشه اهل ایالات متحده آمریکا بود.
از فیلم‌ها یا برنامه‌های تلویزیونی که وی در آن نقش داشته است می‌توان به خیابان اسکارلت، خطرناک و مأموران اف‌بی‌آی اشاره کرد.